# جان ال. مک‌کلن
جان لیتل مک‌کلن (به انگلیسی: John Little McClellan) سناتور سابق عضو حزب دموکرات ایالات متحده آمریکا بود. وی در سال ۱۹۴۳ تا ۱۹۷۷ میلادی سناتور ایالت آرکانزاس در سنای ایالات متحده آمریکا بود.